# Christian Wiermer
Christian Wiermer (* 16. Juli 1982 in Georgsmarienhütte) ist ein deutscher Journalist und politischer Beamter (CDU). Er ist seit 2017 Regierungssprecher des Landes Nordrhein-Westfalen sowie seit 2025 zudem Staatssekretär für Europa und Internationales in der Staatskanzlei.

## Werdegang

### Tätigkeit als Journalist
Christian Wiermer wuchs in Bad Iburg (Landkreis Osnabrück, Niedersachsen) auf und begann seine journalistische Arbeit bereits während seiner Schulzeit, zunächst als freier Journalist, unter anderem für die Neue Osnabrücker Zeitung. 2004 stieß er zum Verlag M. DuMont Schauberg in Köln. Nach einem Volontariat und der Tätigkeit als Redakteur beim Express sowie einer Hospitanz in der englischsprachigen Redaktion der in Tel Aviv beheimateten Zeitung Haaretz wechselte Christian Wiermer 2009 nach Berlin. Als Hauptstadt-Korrespondent der DuMont-Gruppe berichtete er über die Bundesregierung, den Bundestag sowie den Bundesrat für diverse Medien, darunter den Kölner Stadt-Anzeiger, den Express, die Berliner Zeitung sowie die Mitteldeutsche Zeitung. 2011 wurde er zum Chefreporter der Mediengruppe ernannt. Für seine journalistische Arbeit wurde Christian Wiermer 2015 und 2016 mit dem 1. Preis des DuMont Journalistenpreises sowie 2017 mit dem 1. Preis des Wächterpreises der Tagespresse ausgezeichnet.
Er ist verheiratet und Vater von vier Kindern.

### Amt des Regierungssprechers
Auf Vorschlag von Ministerpräsident Armin Laschet (CDU) berief ihn das Kabinett der Landesregierung Nordrhein-Westfalen am 11. Juli 2017 zum Regierungssprecher des Landes Nordrhein-Westfalen sowie zum Chef des Landespresse- und Informationsamts. Nachdem Hendrik Wüst (CDU) am 27. Oktober 2021 zum Ministerpräsidenten gewählt wurde, übernahm Christian Wiermer diese Funktion ebenfalls im Kabinett Wüst I. Nach der Bildung der Landesregierung aus CDU und Bündnis 90/Die Grünen und des Kabinetts Wüst II im Juni 2022 setzte Wiermer seine Arbeit fort. Zum 1. Juni 2025 wurde Wiermer zudem zum Staatssekretär für Europa und Internationales in der Staatskanzlei ernannt.
Auf Vorschlag von Ministerpräsident Hendrik Wüst wurde Christian Wiermer am 15. März 2023 zum Vorsitzenden des Vorstands der Heinz-Kühn-Stiftung gewählt.
Wiermer ist Mitglied der CDU.

## Veröffentlichungen
- 2004: Juristen als Journalisten (GRIN)[8]
- 2016: Die Nacht, die Deutschland veränderte (riva Verlag)[9]
- 2016: Die Nacht der Ohnmacht (BROADVIEW TV)[10]